# Hiroyuki Nishiuchi
Hiroyuki Nishiuchi (Haramachi, 13 de outubro de 1975) é um triatleta profissional japonês. 

## Carreira

### Olimpíadas
Hiroyuki Nishiuchi disputou os Jogos de Sydney 2000, terminando em 46º lugar com o tempo de 1:56:59.76.  Em Atenas 2004, terminou em 32º lugar com o tempo de 1:57:43.51.